# Plöner Musiktag

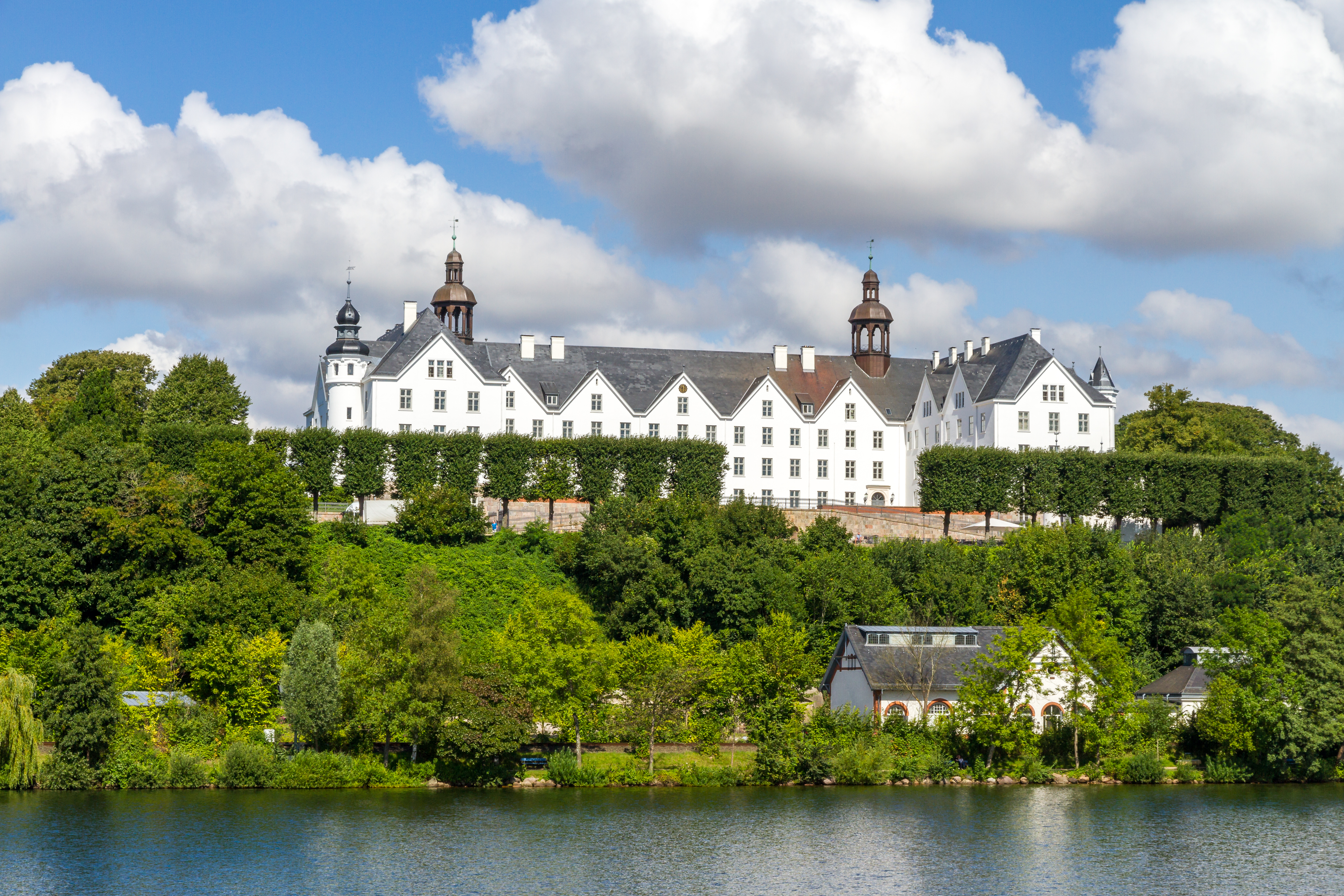
Das Schloss Plön als Veranstaltungsort des Plöner Musiktags

Der Plöner Musiktag bezeichnet eine Musikveranstaltung, die am 20. Juni 1932 in und um das Plöner Schloss stattfand. Zugleich wird die Sammlung der Stücke, die Paul Hindemith speziell für diesen Anlass komponierte, als Plöner Musiktag bezeichnet. Sie bildet einen wichtigen Baustein im musikpädagogischen Schaffen Hindemiths und ist ausdrücklich als fortgeschrittene Laienmusik gestaltet.

## Hintergrund und Ablauf
Hindemiths Werk steht auch vor dem zeitlichen Hintergrund der Jugendmusikbewegung, die sich zu Beginn des 20. Jahrhunderts entfaltete und insbesondere unter Jugendlichen das Musizieren anspornen und fördern wollte. In weiten Teilen deckten sich deren Ziele mit der Vorstellung Hindemiths, dass auch und gerade das Selbstmusizieren unter Laien neben dem professionellen Konzertbetrieb ein wichtiger Bestandteil des musikalischen Lebens sei. Davon zeugen verschiedene Spielmusiken und einfachere Stücke, die er in der Zeit um 1930 entwarf. Wichtig war ihm in diesem Zusammenhang der Kontakt junger Leute mit der zeitgenössischen Musik.
Edgar Rabsch hatte sich durch seine musikpädagogische Arbeit an der Staatlichen Bildungsanstalt in Plön einen Namen gemacht. Anlässlich eines Konzerts in Kiel hatte Hindemith die Gelegenheit, sich am 20. Januar 1932 ein Bild von den Plöner Aktivitäten zu machen. Von den musikalischen Leistungen begeistert, soll Hindemith bei einem Spaziergang am Großen Plöner See mit Rabsch und Direktor Friedrich Teichert daraufhin spontan den Wunsch geäußert haben, hier einmal einen ganzen Tag Musik zu machen, und zwar mit einer Morgenmusik, einer Kantate im Park sowie einer Tafel- und Abendmusik. Er sicherte sogleich zu, die notwendige Musik selbst zu komponieren. Tatsächlich lieferte er bereits im Februar und im Mai nach und nach die Partituren. Zuletzt übersandte er einen Arbeitsplan zur Probenorganisation. Einige Stücke entstanden kurzfristig auf dem Weg nach oder an Ort und Stelle in Plön, wo Hindemith insgesamt vier Tage (vom 18. bis zum 21. Juni) blieb.
Der Plöner Musiktag wurde am 20. Juni gegen 7 Uhr mit der Morgenmusik von einer Blechbläsergruppe begonnen, die vom östlichen Schlossturm herab musizierte. Am späteren Vormittag folgte die Kantate Mahnung an die Jugend, sich der Musik zu befleißigen im Park. Im Rittersaal des Schlosses aßen die Internatsschüler ab 13 Uhr ein Menü, wobei jeder einzelne der drei Gänge von einem Satz der Tafelmusik angekündigt bzw. abgeschlossen wurde. Am selben Aufführungsort erklang schließlich das Schlusskonzert, zu dem auch die Öffentlichkeit eingeladen war: Titel des Abends waren nochmals Kantate, das eigentliche Abendkonzert sowie ein Quodlibet mit Melodien, die während der drei Tage auf besondere Zustimmung gestoßen waren. Hindemith selbst wirkte bei vielen Stücken als Dirigent oder Bratschist mit. Am darauffolgenden Tag nahm er am Schulausflug nach Bosau teil, am nächsten Tag kehrte er nach Berlin zurück.

## Musik und Aufbau
Im Plöner Musiktag zeigt sich einerseits ein Nachhall barocker Musiksprache durch Formen wie die einer Tafelmusik oder einer Kantate, aber auch durch die Verwendung von Polyphonie. Andererseits manifestieren sich hier Charakteristika des Hindemithschen Stils, wie er später in seiner Unterweisung im Tonsatz genauer beschrieben wird. Hindemith bricht nicht völlig mit der Tonalität, erweitert sie aber in Richtung einer Ordnung nach Tonzentren. In der Melodik ist gelegentlich eine Neigung zum Volksliedhaften erkennbar. Wichtig ist hier die Klarheit und Spielbarkeit, auch im Sinne der Verwendung als Laienmusik. Trotz dieses musikpädagogischen Zwecks unterscheidet sich die Stilistik des Musiktags nicht wesentlich von anderen Werken Hindemiths aus derselben Zeit.
Die Musik des Plöner Musiktags besteht aus folgenden Teilen:
1. Morgenmusik. Von Bläsern auf einem Turm zu blasen (Dauer: ca. 4:30 Min.; Besetzung: Trompete, Flügelhorn, Horn, Posaune, Tuba)
  1. Mäßig bewegt
  2. Lied
  3. Bewegt
2. Tafelmusik. Stücke zur Unterhaltung, beim Mittagessen zu spielen (Dauer: ca. 10 Min.; Besetzung: Flöte, Trompete oder Klarinette, Streicher (hoch/mittel/tief))
  1. Marsch
  2. Intermezzo
  3. Trio für Streichinstrumente
  4. Walzer
3. Mahnung an die Jugend, sich der Musik zu befleißigen. Kantate. Nach Worten des Martin Agricola (Dauer: ca. 15 Min.; Besetzung: Holzbläser, Blechbläser, Schlagzeug, Streicher, Singstimme, Sprecher, Jugendchor)
  1. Marsch
  2. Vier Chöre
  3. Arie
  4. Kanon
  5. Melodram
  6. Schlusschor
4. Abendkonzert (Besetzung: hohe, mittlere, tiefe Stimmen)
  1. Einleitungsstück für Orchester
  2. Flötensolo mit Streichern
  3. Zwei Duette für Violine und Klarinette
  4. Variationen für Klarinette und Streicher
  5. Trio für Blockflöten
  6. Quodlibet für Orchester

## Rezeption
Unmittelbar beim Musiktag stießen die einzelnen Aufführungen auf große positive Resonanz, auch Rabsch und Hindemith äußerten sich im Nachhinein sehr erfreut über die Durchführung und die Leistungen der Mitwirkenden. Störungen der Veranstaltung gab es kaum, obwohl sich Hindemith zur damaligen Zeit gerade aus rechten Kreisen teils scharfer Kritik ausgesetzt sah. Der Plöner Musiktag wurde in der damaligen Presse nur sehr dürftig rezipiert. Auch danach fand nur im November 1932 noch eine Aufführung des Werkes in Lübeck sowie im selben Winter eine Radioübertragung durch die NORAG statt. Während der nationalsozialistischen Herrschaft 1933 bis 1945 gab es nur im Ausland einzelne Aufführungen. Für die Nachkriegszeit sind weitere Rundfunkübertragungen nachgewiesen, allerdings wurden fast immer lediglich einzelne Teile gesendet. Auch heute beschränken sich Aufführungen und Notenausgaben meist auf Auszüge. Dies gilt auch für CD-Einspielungen, jedoch existiert eine Gesamteinspielung unter der Leitung von Jobst Liebrecht von 2008.